# Mohammad Husein Haykal

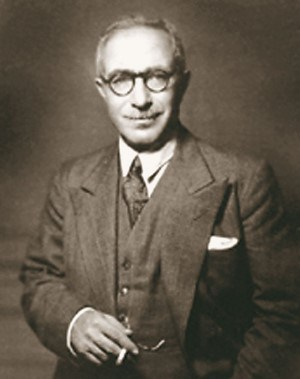
Mohammad Husein Haykal

Mohammad Husein Haykal (Arabisch: محمد حسين هيكل) was een Egyptische schrijver, journalist, politicus en voormalig minister van Onderwijs van Egypte. 
Haykal werd op 20 augustus 1888 geboren in Mansoura, Ad Daqahliyah. Hij studeerde tot 1912 aan de bekende Sorbonne Universiteit in Parijs. Na zijn terugkeer naar Egypte werkte hij tien jaar als advocaat en daarna als journalist. Later is hij zelf Minister van Onderwijs geweest in Egypte. Hij is in 1956 overleden. 

## Zijn boeken
- Zeinab, 1914; de eerste moderne Egyptische roman
- Biographies of Egyptian and Western Personalities, 1929
- The Life of Muhammad, 1933; een biografie over de profeet Mohammed
- In the House of Revelation, 1939
- Al Farouq Omar,1944/45
- Memories on Egyptian politics, 1951-53
- Thus Was I Created,1955
- Faith, Knowledge and Philosophy, 1964
- The Islamic Empire and sacred places, 1964
- Egyptian short stories, 1967
- Othman Ibn Affan, 1968

## Online e-books
- The Life of Muhammad, Engelse vertaling

- Bibsys: 90617876
- Bibliothèque nationale de France: cb12550018d (data)
- CiNii: DA0685460X
- Gemeinsame Normdatei: 11870074X
- International Standard Name Identifier: 0000 0001 2137 4229
- Library of Congress Control Number: n82036376
- Nationale Bibliotheek van Tsjechië: jo20010092676
- Nationale bibliotheek van Australië: 35356485
- Nationale Bibliotheek van Israël: 987007262568905171
- Nederlandse Thesaurus van Auteursnamen: 070393516
- Réseau des bibliothèques de Suisse occidentale: 02-A000078981
- Istituto Centrale per il Catalogo Unico: MODV075509
- LIBRIS: 59782
- Système universitaire de documentation: 034782354
- TDVİA: heykel-muhammed-huseyin
- Trove: 923813
- Virtual International Authority File: 66579958
- WorldCat: E39PBJcwBYMp6wQfrFbqgJxqwC